# Helicodendron intestinale
Helicodendron intestinale är en svampart som beskrevs av Abdullah 1979. Helicodendron intestinale ingår i släktet Helicodendron, ordningen disksvampar, klassen Leotiomycetes, divisionen sporsäcksvampar och riket svampar.   Inga underarter finns listade i Catalogue of Life.